# Peralveche
Peralveche es un municipio y localidad española de la provincia de Guadalajara, en la comunidad autónoma de Castilla-La Mancha. Cuenta con una población de 73 habitantes (INE 2024)

## Geografía
La localidad está situada a una altitud de 1111 m sobre el nivel del mar. El término municipal limita con los de Arbeteta, Castilforte, Escamilla, Pareja, El Recuenco, Salmerón, Trillo y Vindel. En el siglo XIX se mencionan los «buenos bosques poblados de encinas, robles y mata baja de estepas y otras especies» existentes en el término.
| Noroeste: Trillo    | Norte: Trillo               | Noreste: Arbeteta |
| Oeste: Pareja       |                             | Este: El Recuenco |
| Suroeste: Escamilla | Sur: Salmerón y Castilforte | Sureste: Vindel   |

## Historia
A mediados del siglo XIX el lugar tenía contabilizada una población de 420 habitantes. Aparece descrito en el decimosegundo volumen del Diccionario geográfico-estadístico-histórico de España y sus posesiones de Ultramar de Pascual Madoz de la siguiente manera:

PERALVECHE: v. con ayunt. en la prov. de Guadalajara (10 leg.), part. jud. de Sacedon (5), aud. terr. de Madrid (20), c. g. de Castilla la Nueva, dióc. de Cuenca (11). sit. en una llanura, con libre ventilacion y saludable clima. Tiene 120 casas; la consistorial; cárcel; escuela de instruccion primaria frecuentada por 30 alumnos, á cargo de un maestro dotado con 1,100 rs ; otra de niñas sin mas dotacion que la convenida con los padres de las discípulas, segun la clase en que estas se encuentran; hay una fuente de buenas y abundantes aguas; una igl. parr. (La Asuncion de Ntra. Sra.) servida por un cura y un sacristan. térm.: confina con los de Arbeteta, el Recuenco, Castilforte y Solana; dentro de esta circunferencia se encuentran muchas fuentes, una ermita (Sta. Quiteria) y el desp. que llaman Prado de San Benito. El terreno es montuoso en su mayor parte, con algunas vegas de buena calidad, fertilizadas por un arroyo que se forma de las precitadas fuentes; hay buenos bosques poblados de encinas, robles y mata baja de estepas y otras especies. caminos: los que dirigen á los pueblos limítrofes, todos de herradura, en mal estado y algunos muy penosos. correo: se recibe y despacha en Valdeolivas. prod.: trigo, cebada, avena, garbanzos, almortas, patatas y hortalizas; leñas de combustible y carboneo y pastos, con los que se mantiene ganado lanar, cabrío y vacuno; hay caza de conejos, perdices, palomas torcaces, algunos venados, corzos y jabalíes. ind.: la agrícola, un molino harinero, la panadería y el carboneo cuando se permiten cortas. pobl: 55 vec., 420 alm. cap. prod.: 1.003,800 rs imp.: 87,300. contr.: 6,108.
(Madoz, 1849, pp. 804-805)

## Demografía
Peralveche cuenta con una población de 73 habitantes (INE 2024).

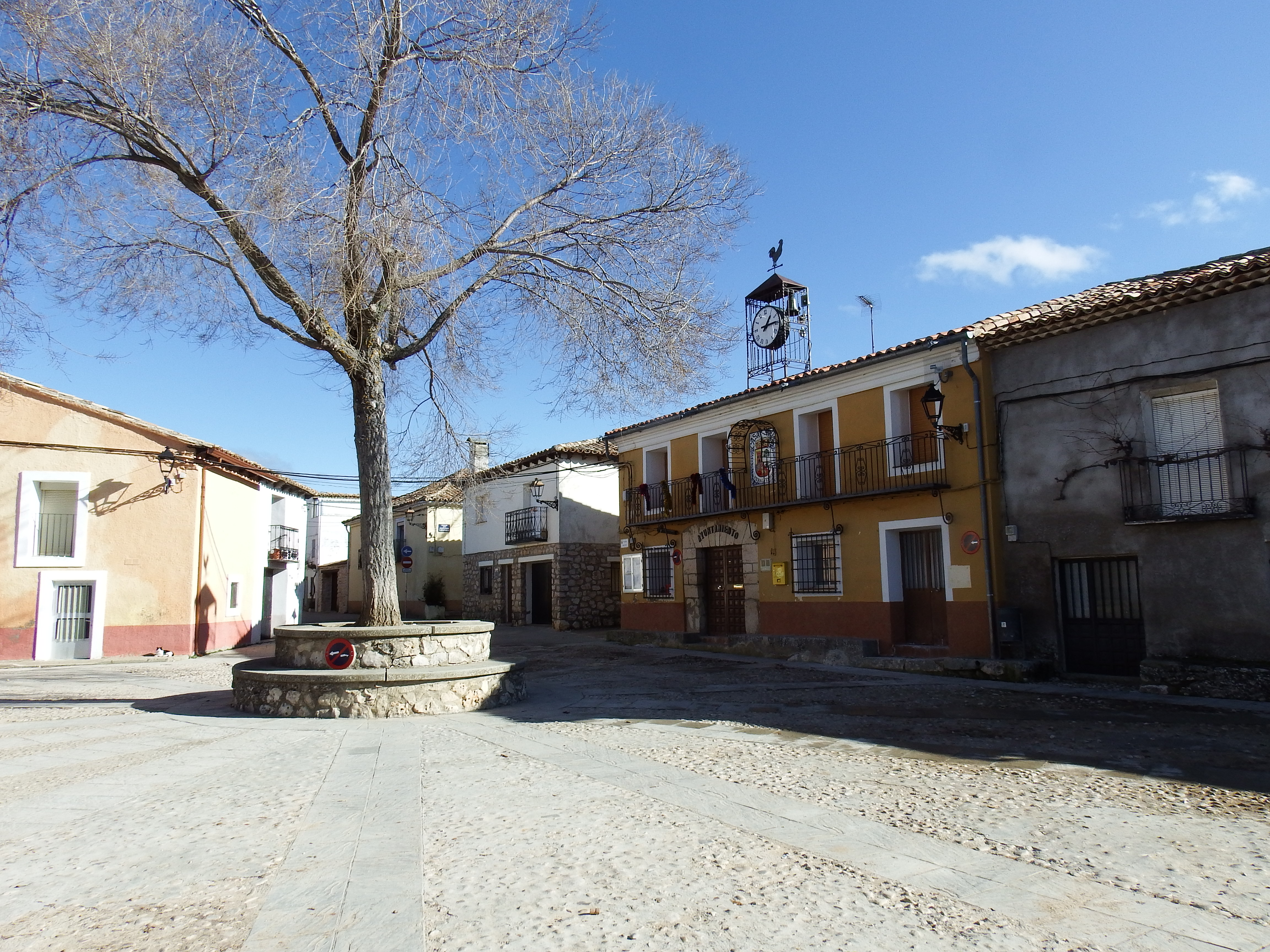
Plaza en Peralveche

| Gráfica de evolución demográfica de Peralveche entre 1842 y 2021 |
| |
| Población de derecho según los censos de población del INE Población de hecho según los censos de población del INEEntre el censo de 1981 y el anterior, crece el término del municipio porque incorpora a Villaescusa de Palositos |

## Patrimonio

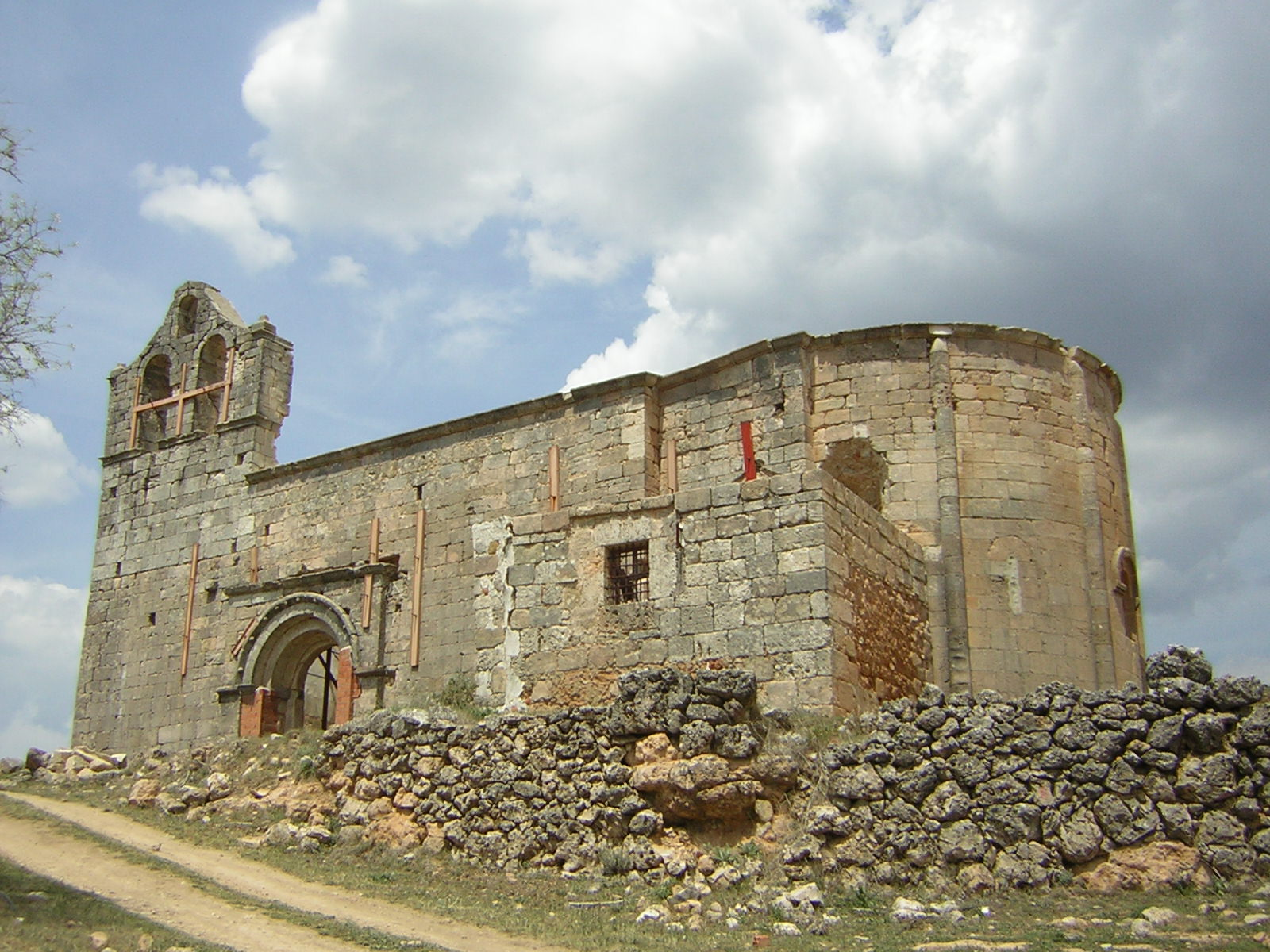
Ruinas de la Iglesia de la Asunción en Villaescusa de Palositos

- Iglesia de la Asunción del despoblado de Villaescusa de Palositos.[8] Se trata de un templo de estilo románico rural construido en el siglo XIII[9][10] o principios del siglo XIV.[9]